# 전상욱 (축구인)
전상욱(全相昱, 1979년 9월 22일 ~ )은 대한민국의 전 축구 선수로서 포지션은 골키퍼였다. 현재 강원 FC의 GK코치로 활동하고 있다.

## 선수 경력
단국대학교를 졸업한 후 내셔널리그 울산 현대미포조선 돌고래에 입단하였다.
2005년, K-리그 성남 일화 천마의 러브콜을 받고 성남에 입단하였으나 5시즌 동안 5경기에 출전하는 데 그쳤다. 2010년 부산 아이파크로 이적한 후 꾸준히 선발 출장하며 프로 데뷔 후 처음으로 주전 골키퍼로서의 입지를 다졌다.
이후 부산을 거쳐, 2013년 다시 전 소속팀 성남으로 복귀하였고, 주전으로 활약했으나, 2014년 새로 영입된 박준혁에 위해 주전에서 밀리며, 2년간 9경기 출전에 그쳤다.
2016 시즌 중 성남은 전상욱이 건강상의 문제로 갑작스럽게 그라운드를 잠시 떠나게 되었다고 발표하였다. 전상욱은 5월 1일 광주전에 김동준과 교체 투입되어 3분간 골문을 지켜 팀의 2-0 승리를 함께하였고, 광주전을 끝으로 치료에 전념하기 시작하였다. 2017년 1월, 치료를 마친 전상욱은 성남 FC 유소년 코치로 현장에 복귀하였고, 성남 유소년 육성반 U-12팀에 합류해 U-10 전담 코치를 맡게 되었다. 이후 전상욱은 본인의 병명이 비인두암이었음을 밝혔다.

## 지도자 경력
2017년 3월 4일 은퇴 후, 성남 유소년 육성반 U-12팀 감독에 부임하여 U-10 전담 코치를 맡다가 감독으로 승격하여 지난 5년 간 성남 유스시스템의 기초를 닦았다.
2021년 12월 29일에 FC 서울의 GK 코치로 선임되었다.

## 수상 내역

### 클럽

#### 성남 FC
- FA컵 우승 1회 (2014년)